# Norialsus varians
Norialsus varians är en insektsart som först beskrevs av Synave 1956.  Norialsus varians ingår i släktet Norialsus och familjen kilstritar. Inga underarter finns listade i Catalogue of Life.